# Beatus de Ferdinand et Sancha
Le Beatus de Ferdinand et de Sancha appelé aussi Beatus de Facundus, est un manuscrit enluminé contenant notamment un commentaire de l'Apocalypse de Beatus de Liébana, écrit et peint vers 1047. Il est actuellement conservé à la bibliothèque nationale d'Espagne sous la cote Vit.14-2. 

## Historique
Le manuscrit a été copié par un certain Facundus pour le roi Ferdinand Ier de León et sa femme Sancha et achevé en 1047, comme l'indique le colophon du manuscrit à la page 316. Le texte indique Facundus comme scriptor, c'est-à-dire copiste, mais aucun nom d'enlumineur n'est mentionné. La question se pose de savoir si Facundus est aussi l'auteur des miniatures. Il est sans doute peint dans la capitale du royaume, sans doute dans la collégiale royale de San Isidoro de León.
Au XVIIIe siècle, au cours de la guerre de Succession d'Espagne, le manuscrit est saisi avec l'ensemble de la bibliothèque du Marquis de Mondejar, qui l'avait en possession depuis le XVIIe siècle, par le roi Philippe V. Il entre alors dans la bibliothèque royale.

## Description
Le manuscrit contient 114 miniatures d'influence mozarabe. Elles illustrent un commentaire de l'Apocalypse de saint Jean écrit par Beatus de Liébana au VIIIe siècle. Les miniatures sont inspirées d'autres manuscrits antérieurs du Xe siècle comme le Beatus de Valladolid ou le Beatus de Morgan, avec les mêmes bandes de couleur de fond notamment. Cependant, un style plus délicat et élégant dénote peut-être une influence romane auquel a sans doute été sensible Ferdinand Ier.